# 安眠醫生 (電影)
是一部於2019年上映的美國精神奇幻心理恐怖電影，改編自史蒂芬·金的2013年同名小說，該書是他1977年小說《闪灵》的續集，《闪灵》於1980年被改編成由史丹利·寇比力克執導的同名電影。《安眠醫生》由麥可·弗拉納根編劇、執導和剪接。主演是伊旺·麥奎格，他要飾演丹尼·托倫斯，是一名具有超自然能力而且在童年時期有創傷的男子。其他配角包括蕾貝卡·弗格森、凱莉·卡倫（Kyliegh Curran，她第一次演出的電影）和克利夫·柯蒂斯。
華納兄弟公司在2013年《安眠醫生》出版後不久就開始開發改編電影。編劇兼監製阿奇瓦·高斯曼編寫了劇本，但製片商沒有獲得本片的預算，直到也是改編自史蒂芬·金小說的2017年恐怖電影《小丑回魂》的票房成功為止。弗拉納根被聘用重寫高斯曼的劇本並執導本片。弗拉納根說，這部電影將嘗試調和《閃靈》小說和電影之間的差異。拍攝於2018年9月在佐治亞州，包括亞特蘭大和周圍地區開始，並於2018年12月結束。
《安眠醫生》於2019年11月8日在美國上映，並由華納兄弟發行。

## 剧情
在经历1980年全景酒店的噩梦后，丹·托倫斯受到酒店幽灵的纠缠，它们渴望吞噬他的“闪灵”。迪克·哈洛蘭的幽灵教会他如何将这些幽灵封锁在心灵的“锁盒”中。到2011年，为了压制自己的能力，丹染上了酗酒的恶习。搬到新罕布什尔州后，他透过匿名戒酒會戒酒，在一家安寧病房工作，利用闪灵安慰垂死的病人，因此获得了“安眠醫生”的称号。一位名叫艾柏拉·史東的年轻女孩，她的闪灵比丹更强大，透过心灵感应与丹建立了联系，成为他的精神朋友。
另一条故事线围绕“真結”（True Knot）展开，这是一个由“高帽蘿絲”领导的古老灵能吸血鬼邪教。他们透过折磨和杀害拥有闪灵的人来吸食“蒸汽”，即受害者在极度痛苦中释放的心灵精华。到2019年，随着猎物数量减少，他们开始陷入饥荒。他们最近一次杀人的剧烈痛苦唤醒了艾柏拉，她立即警觉并通知了丹。而蘿絲也感应到了艾柏拉的超凡能力，在一次购物时与她建立了精神联系。蘿絲想要潜入艾柏拉的梦境，却反被困住，艾柏拉趁机窥探她的记忆，了解了邪教的内幕。蘿絲意识到艾柏拉拥有足够庞大的能量，可以为他们提供长期的蒸汽，于是派遣“真結”成员去抓捕她。
艾柏拉透过灵视能力找到了受害者被杀的地点，前往新罕布什尔与丹会面，恳求他帮助消灭“真結”。丹召集了自己的朋友比利以及艾柏拉的父亲戴夫，一同设下埋伏，成功歼灭了邪教大部分成员，但比利和戴夫也因此丧命，而艾柏拉则被蘿絲的搭档“烏鴉達迪”绑架。丹利用闪灵附身艾柏拉，迫使烏鴉達迪的车发生车祸，将其杀死。
得知蘿絲即将来袭，丹带着艾柏拉前往现已废弃的全景酒店，这里对蘿絲即而言同样危险。丹启动酒店的锅炉，设定其过载，同时短暂地面对父亲的幻影，拒绝了再次饮酒的诱惑。
蘿絲赶到后，凭借强大的实力击败了丹，但丹随即释放了锁盒中的全景酒店幽灵。幽灵们被蘿絲的能量吸引，疯狂扑向她，将其吞噬殆尽。然而，幽灵随后附身丹，企图利用他杀害艾柏拉，从她身上获取蒸汽。丹最终在锅炉房恢复意识，坚持住了自我，使得酒店未能逼迫他关闭锅炉。火焰吞噬整座酒店时，他看到自己孩提时代的幻象，母亲溫蒂温柔地安慰着他。而艾柏拉成功逃离，全景酒店最终在大火中焚毁。
不久后，艾柏拉与丹的灵魂对话，丹鼓励她继续闪下去。艾柏拉告诉母亲，丹和已故的父亲现在很好。随后，她独自面对一个全景酒店的幽灵，成功将其封印进自己的心灵锁盒中。

## 演員
- 伊旺·麥奎格 飾 丹尼·托倫斯（Danny Torrance）——一名擁有稱為「閃靈」超自然能力的酒鬼。這角色首次出現在1980年電影，由丹尼·勞埃德飾演小孩版的丹尼·托倫斯。
  - Roger Dale Floyd 飾 年幼的丹尼·托倫斯。
- 蕾貝卡·弗格森 飾 高帽蘿絲（英语：Rose the Hat）——專門吸食有超自然能力「閃靈」的小孩的邪教「真結族」的頭目。
- 凱莉·卡倫（Kyliegh Curran）飾 艾柏拉·史東（Abra Stone）——有「閃靈」能力的女孩。
  - Dakota Hickman 飾 年幼的艾柏拉·史東
- 卡爾·魯伯利（英语：Carl Lumbly） 飾 迪克·哈洛蘭（英语：Dick Hallorann (The Shining)）——有「閃靈」能力的全景酒店前廚師。這角色首次出現在，由史卡特曼·克洛瑟斯（英语：Scatman Crothers）飾演。
- 扎恩·麥克拉農 飾 烏鴉達迪（Crow Daddy）——高帽蘿絲的愛人和得力助手。
- 艾蜜莉·艾蘭·林德（英语：Emily Alyn Lind） 飾 蛇咬安蒂（Snakebite Andi）——「真結族」的成員。
- 布魯斯·格林伍德 飾 約翰醫師（Dr. John Dalton）——匿名戒酒會的領導人，臨終安養院的老闆。
- 喬瑟琳·唐娜修（英语：Jocelin Donahue） 飾 露西·史東（Lucy Stone）——艾柏拉的母親。
- 艾莉克絲·伊索（英语：Alex Essoe） 飾 溫蒂·托倫斯（Wendy Torrance）——丹尼的母親。這角色首次出現在《鬼店》，由雪莉·杜瓦飾演。
- 克利夫·柯蒂斯 飾 比利·費里曼（Billy Freeman）——丹尼的朋友，匿名戒酒會的贊助人。
- 扎卡里·莫瑪（英语：Zackary Momoh） 飾 戴夫·史東（Dave Stone）——艾柏拉的父親。
- 雅各·特倫布雷 飾 布萊德利·特雷弗（Bradley Trevor）——「真結族」的受害者。
- 亨利·托馬斯 飾 酒保——在全景酒店的幽靈，他稱自己為Lloyd但與丹尼的父親傑克·托倫斯（英语：Jack Torrance）的臉孔相似。托馬斯也在回憶片段中飾演傑克。這兩個角色首次出現在《鬼店》，由積·尼高遜飾演傑克和喬·特科爾飾演Lloyd。

丹尼·勞埃德曾經在《鬼店》中飾演丹尼·托倫斯，他在本片有份客串飾演觀看布萊德利·特雷弗球賽的評論者。勞埃德已經退出演藝圈大約38年，而弗拉納根在Twitter上直接發消息說勞埃德會出現在電影中。監製特雷弗·梅西談到勞埃德的參與時說：「勞埃德很高興做客串。他從第一集以來，就沒有演出過。他是一名學校老師，在這方面非常成功，他喜歡令世界變得更好。他回來了一天，我們非常興奮能見到他。」

## 製作

### 發展
2016年4月4日，《黑塔》製片人阿奇瓦·高斯曼宣佈他將為《安眠醫生》電影編寫劇本。2016年12月29日，《碟仙：惡靈始源》導演麥可·弗拉納根表示有興趣改編該小說。
2018年1月26日，《鬼店》續集的改編電影已快速進入發展階段，弗拉納根確認執導電影，《安眠醫生》作者史蒂芬·金擔任執行製片人和創意顧問。

### 選角
2018年6月，伊旺·麥奎格接替丹尼·勞埃德飾演角色丹尼·托倫斯，蕾貝卡·弗格森加盟劇組。2018年8月，宣佈卡爾·魯伯利、扎恩·麥克拉農和凱莉·卡倫（Kyliegh Curran）加盟劇組。2018年9月，布魯斯·格林伍德和艾蜜莉·艾蘭·林德加盟劇組。2018年10月，喬瑟琳·唐娜修加盟劇組。

### 拍攝
主體拍攝在2018年9月於亞特蘭大進行。

## 發行
《安眠醫生》原定於2020年1月24日在美國上映。2019年1月，電影提前至2019年11月8日上映，並由華納兄弟發行。

## 迴響

### 評價
爛番茄根據331條評論，持有78%的新鮮度，平均得分7.10／10，觀眾投票獲得89%的分數，平均得分為4.3／5。在Metacritic上，電影獲得59分。

## 外部連結
- 互联网电影数据库（IMDb）上《安眠醫生》的资料（英文）
- Box Office Mojo上《安眠醫生》的資料（英文）
- 爛番茄上《安眠醫生》的資料（英文）
- Metacritic上《安眠醫生》的資料（英文）
- AllMovie上《安眠醫生》的资料（英文）
- 開眼電影網上《安眠醫生》的資料（繁體中文）
- 时光网上《安眠醫生》的資料（简体中文）
- 豆瓣电影上《安眠醫生》的資料 （简体中文）